# Зіньківська сільська територіальна громада
Зіньківська сільська територіальна громада — територіальна громада в Україні, у Хмельницькому районі Хмельницької області. Адміністративний центр — село Зіньків.
Площа громади — 142,038 км², населення — 3923 особи (2019).
Утворена 12 червня 2020 року шляхом об'єднання Адамівської, Грим'яцької, Зіньківської та Покутинецької сільських рад Віньковецького району.

## Населені пункти
До складу громади входять 6 сіл:
- Адамівка
- Грим'ячка
- Зіньків
- Покутинці
- Станіславівка
- Черкасівка